# 梅佐尤索
梅佐尤索（義大利語：Mezzojuso），是意大利西西里大区巴勒莫广域市的一个市镇。总面积49平方公里，人口2977人，人口密度60.8人/平方公里（2009年）。ISTAT代码为082047。